# Victor M. Rivera
Victor Miguel Antonio Rivera Solanas Pacheco (Buenos Aires, 6 de mayo de 1974) es un cantante, músico y productor argentino. Es el líder y fundador de la banda infantil puertorriqueña Atención Atención que lleva 15 años en la televisión de Puerto Rico y Estados Unidos. 
Rivera es ganador de 9 premios Suncoast Emmy Awards y fue nombrado ciudadano del año con el Premio Zenit por la Cámara de Comercio de Puerto Rico en el 2016. La Asociación de Ejecutivos de Ventas y Mercadeo de Puerto Rico le otorgó el Premio Guanín en el 2013 "Por exaltar la imagen de Puerto Rico, tanto localmente como internacionalmente durante el año 2012." Por otra parte recibió una nominación a los premios Grammy Latinos por su producción "Vamos a bailar" como mejor álbum de música para niños en el 2013.

## Biografía
Victor Rivera nació en Buenos Aires el 6 de mayo de 1974 y es el cuarto de cinco hermanas mujeres. Fruto del matrimonio entre Victor Miguel Rivera Rivera, nacido en Puerto Rico, 14 de mayo de 1936 e Yvonne Solanas Pacheco, nacida en argentina, 12 de octubre de 1938 - 13 de junio de 2017. Hija del ilustre militar argentino, el General Héctor Solanas Pacheco. En 1975, sus padres deciden mudarse a Puerto Rico cuando tenía un año de edad por los conflictos políticos que se estaban desarrollando en Argentina. Es allí, donde se cría y pasa gran parte de su infancia. 
Cuando cumplió 12 años, sus padres se divorcian y su madre se muda a Madrid para trabajar de manera directa con Su Majestad la Reina Sofia de España, quien presidía la Fundación de Ayuda contra la Drogadicción que tiene como objetivo el combate contra la drogadicción, dirigiendo al departamento de contenidos visuales educativos. 
Rivera, ya adolescente, comienza sus primeros pasos musicales. Inicialmente tomando clases de piano y luego interesándose por la guitarra clásica. 

### Educación
En 1991, una vez graduado de la escuela e interesado en la música se mudó a Argentina para estudiar en la Universidad del Salvador de Buenos Aires donde se graduó con una Licenciatura de Musicoterapia
Se desempeñó como maestro de música y musicoterapeuta hasta que se muda nuevamente a Puerto Rico.

### Carrera musical
En 1998, Rivera formó una banda musical llamada "Rituales" como cantante y guitarrista con quien recorrió Puerto Rico, México y gran parte del oeste de los Estados Unidos. Fue con esta experiencia con la que comenzó sus primeros pasos como director musical y productor.
También fue guitarrista de diversos artistas entre el 2001 y el 2006.

## Atención Atención

### Primeros años
En 1998, Yvonne Solanas, madre de Victor, después de su experiencia en España, volvió a Puerto Rico para trabajar en el Instituto de Prevención de Drogas, Alcohol y SIDA de la Universidad Interamericana de Puerto Rico, creando material didáctico para los maestros y organizando talleres para la formación de educación continua. Ella se da cuenta, que los materiales y charlas de prevención que se repartían e impartían no estaban siendo efectivos porque estaban enfocados al público adolescente. Así que decidió cambiar el enfoque y armar un nuevo proyecto desarrollando materiales educativos para maestros y profesionales de la salud que trabajaban con la población preescolar. El objetivo era enseñar los valores a los niños, tales como la persevarancia, el respeto, la amistad, entre otros, que son la base de la prevención, utilizando la música y el juego como medio. 
Con la ayuda de Rivera desde la producción musical, fundan el proyecto Atención Atención grabando en 1999 lo que sería el primer álbum de canciones infantiles de esta propuesta educativa llamada "Atencion Atencion este juego va a empezar" acompañado de un manual de instrucciones.
Luego de cientos de talleres impartidos a diferentes regiones educativas por todo Puerto Rico y la República Dominicana, Victor y su madre logran extender el proyecto con otro álbum llamado "Atencion Atencion este juego va a seguir" editado en el 2001 y el último de la propuesta llamado "Atencion Atencion llegó la navidad" en el 2003.

### Atención Atención en Vivo

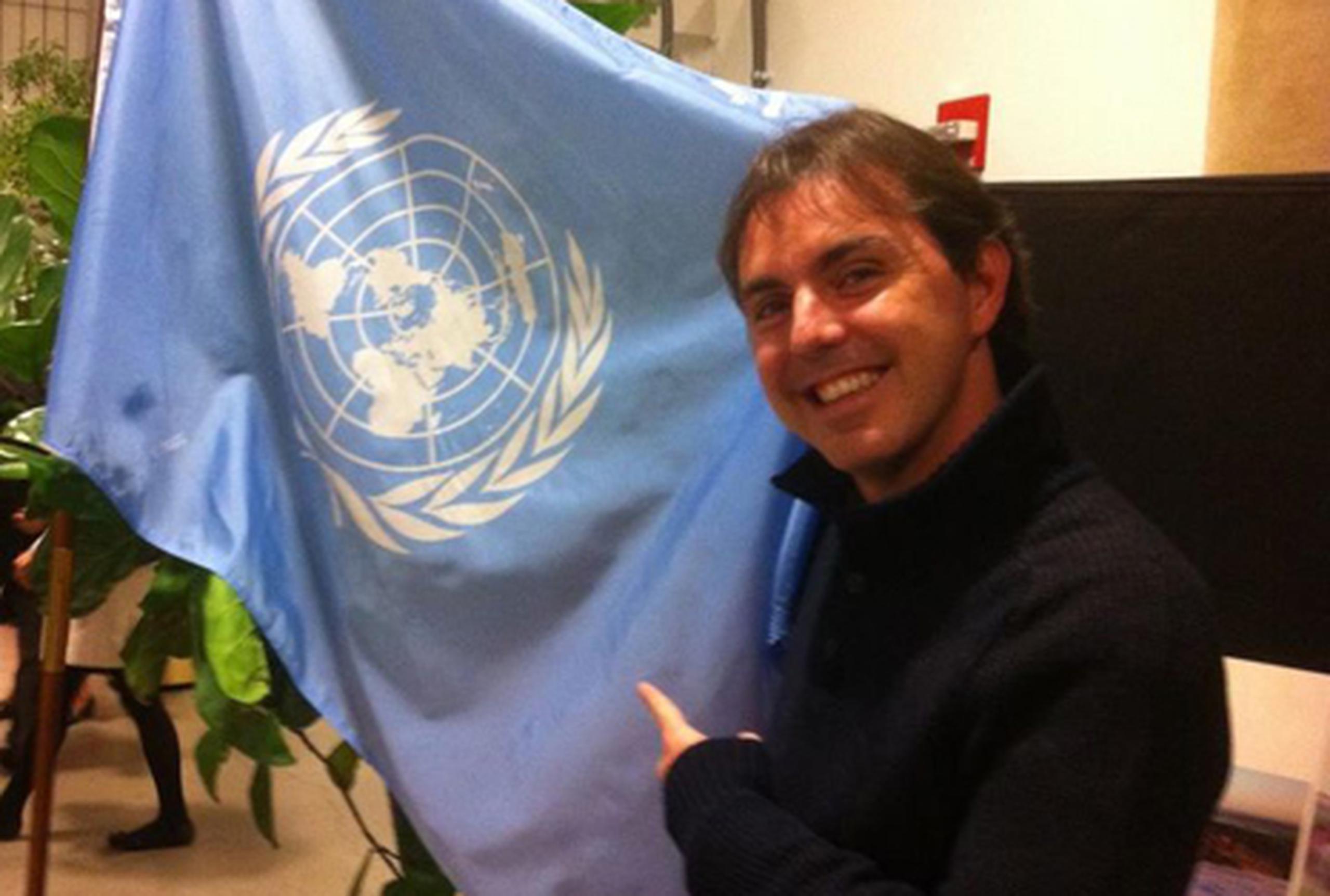
Victor Rivera en Nueva York en el 2012

Una vez concluida la propuesta, Rivera se da cuenta de la necesidad que había de música y contenido para la población infantil en Puerto Rico, por lo que decidió trasladar el proyecto educativo a un concepto musical en vivo, continuando con la base musical y los valores como tema principal. 
El primero de mayo del 2005 hace su debut la banda infantil Atención Atención en el Centro de Bellas Artes de Santurce donde destaca la banda Atención Atención con Rivera de líder y cantante. 
En el 2006 publicó el álbum y el DVD "Atencion Atencion en vivo" y en el 2007 filman Atención Atención "El Especial" que dio pie a la serie de Televisión.

### Televisión
La serie televisiva de Atención Atención fue presentada por Univision Puerto Rico en octubre de 2009 y el primer episodio se emitió el 21 de diciembre del mismo año. Victor fue creador, director y guionista de la serie, donde siguió interpretando al protagonista durante las 5 temporadas del programa (2009-2022). Actualmente la serie esta al aire en Univision cadena en los Estados Unidos y en Telemundo (Puerto Rico)
Victor es el CEO, creador y cofundador de Atención Atención Inc. Esta empresa, además de producir la serie, produce libros, videos, eventos en vivo y artículos escolares. En el 2012 Atención Atención fue seleccionado y reconocido por la Organización de las Naciones Unidas en Nueva York a través de la "Global Music Initiative" como uno de los programas promotores de la paz en el "Program for Lifelong Learning" en su publicación bi-anual "Music as a Global Resource Compendium" revalidado en el 2015 en la cuarta edición y en el 2020 en la quinta edición del compendio. 

## Discografía

### Álbumes de estudio

#### Rituales
- 1999: Rituales (EP)
- 2000: Otra Percepción
- 2002: El Alma de las Cosas

#### Atención Atención
- 1999: Atención Atención este juego va a empezar
- 2001: Atención Atención este juego va a seguir
- 2004: Atención Atención llega la Navidad
- 2006: Atención Atención en vivo
- 2008: Atención Atención el especial
- 2009: Atención Atención vamos a dormir
- 2010: De viaje con el Sr. Sapo y Vera - en vivo
- 2011: ¿Que pasa con la música?
- 2012: Vamos a bailar
- 2014: Atención Atención Live (Gira de Aniversario)
- 2015: Atención Atención Sinfónico
- 2016: ¿Dónde está el Sr. Sapo?
- 2023: A la 1, a las 2 y a las 3[5][6]
- 2024: Atención Atención 25 Años
- 2025 Atención Atención Dance Party

#### Sencillos
- 2018: Bam Bim Bum (Sencillo)
- 2019: La Le Li Lo Lu (Sencillo)
- 2020: El Ukulele (Sencillo)
- 2020: Los Mosquitos (Sencillo)
- 2021: Vuelvo a la escuela (Sencillo)
- 2021: La Mascarilla (Sencillo)
- 2021: Feliz, Feliz Navidad (Sencillo)

## Premios y reconocimientos
| Año  | Premiación                                                                   | Categoría                                                                      | Trabajo nominado  | Ref.   |
| ---- | ---------------------------------------------------------------------------- | ------------------------------------------------------------------------------ | ----------------- | ------ |
| 2012 | Suncoast Emmy Awards                                                         | Mejor programa educativo                                                       | Atención Atención | [ 7 ]  |
| 2013 | Suncoast Emmy Awards                                                         | Mejor Programa infantil                                                        | Atención Atención | [ 8 ]  |
| 2013 | Premio Guanín · Asociación de Ejecutivos de Ventas y Mercadeo de Puerto Rico | Premio a la excelencia                                                         | El mismo          | [ 9 ]  |
| 2014 | Suncoast Emmy Awards                                                         | Premio al mejor talento en cámara                                              | Atención Atención | [ 10 ] |
| 2016 | Suncoast Emmy Awards                                                         | Mejor programa educativo, Mejor director artístico, Mejor música y Mejor guion | Atención Atención | [ 11 ] |
| 2016 | Premio Zenit · Cámara de Comercio de Puerto Rico                             | Ciudadano del año                                                              | El mismo          | [ 12 ] |
| 2018 | Suncoast Emmy Awards                                                         | Mejor programa infantil                                                        | Atención Atención | [ 13 ] |
| 2022 | Suncoast Emmy Awards                                                         | Mejor Comercial                                                                | Atención Atención | [ 14 ] |

Notas
En la tabla de premios únicamente se encuentran títulos en los cuales el artista fue electo ganador.

## Filmografía
- 2006: Atención Atención en vivo
- 2007: Atención Atención el especial
- 2009: Atención Atención el especial 2
- 2010: Atención Atención de viaje con el Sr. Sapo y Vera - en vivo
- 2011: ¿Que pasa con la música? El concierto
- 2012: Atención Atención "Primera Temporada"
- 2013: Atención Atención "Segunda Temporada"
- 2014: Atención Atención 15 años "El concierto en el Coliseo de Puerto Rico"
- 2015: Atención Atención ¡Vamos a cantar! Sing Along Vol.1
- 2015: Atención Atención "Tercera Temporada"
- 2016: ¿Dónde está el Sr. Sapo?
- 2017: Atención Atención "Cuarta Temporada"
- 2018: ¿Donde está el Sr. Sapo? 360˚ En vivo - en línea exclusivamente
- 2020: Atención Atención es Navidad[15]